# Gy (Haute-Saône)
Gy település Franciaországban, Haute-Saône megyében. Lakosainak száma 1030 fő (2022. január 1.). Gy Citey, Charcenne, Autoreille, Bucey-lès-Gy, Gézier-et-Fontenelay, Vellefrey-et-Vellefrange és Colombine községekkel határos.

## Népesség
A település népességének változása:
| Lakosok száma | 1088 | 1089 | 1099 | 1049 | 1021 | 1012 | 1006 | 1001 | 1030 |
|               | 2013 | 2015 | 2016 | 2017 | 2018 | 2019 | 2020 | 2021 | 2022 |